# Joe South

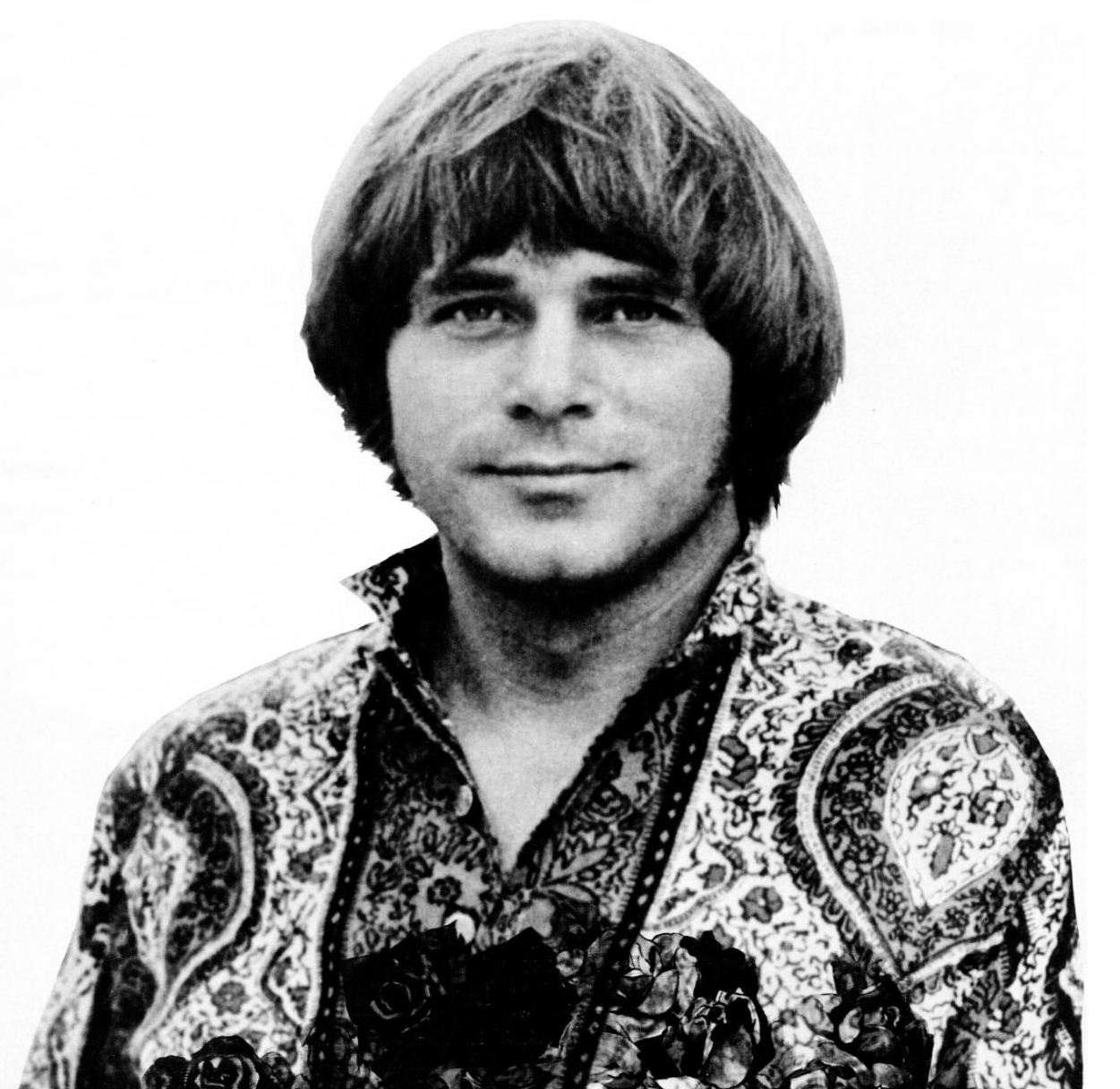
Joe South, 1970

Joe South (* 28. Februar 1940 als Joseph Alfred Souter in Atlanta, Georgia; † 5. September 2012 in Buford, Georgia) war ein US-amerikanischer Sänger, Songwriter und zweifacher Grammy-Preisträger.

## Leben
Ende der 1960er und Anfang der 1970er hatte South mehrere Hits in den USA und Europa. Die Single Games People Play erreichte 1968 in den USA die Top 10 und sorgte für den Gewinn zweier Grammys in den Kategorien Best Contemporary Song und Song of the Year. In Deutschland erreichte der Song in den Singles-Charts Platz 11.
Den größten kommerziellen Erfolg hatte er 1971 mit dem für Lynn Anderson geschriebenen Song (I Never Promised You A) Rose Garden. Anderson gewann einen Grammy für den Gesang, South erhielt zwei Nominierungen in seiner Funktion als Songwriter. Auch andere für Anderson komponierte Lieder konnten sich in den Top 10 der Billboard-Charts platzieren.
South fungierte außerdem als Sideman für Aretha Franklin, Tommy Roe und Bob Dylan. Für Simon & Garfunkel spielte er E-Gitarre im Song The Sounds of Silence. Souths Lieder wurden vielfach von anderen Musikern gecovert. Für Billy Joe Royal schrieb er Down in the Boondocks und Hush; letzteres wurde erfolgreich unter anderem von Deep Purple, Gotthard und Kula Shaker gecovert. Elvis Presley nahm den Song Walk a Mile in My Shoes ins Repertoire.
1979 wurde South in die Nashville Songwriters Hall of Fame eingeführt. 
Nach Angaben seiner Plattenfirma starb Joe South am 5. September 2012 an Herzversagen.

## Diskografie

### Alben
| Jahr | Titel                              | Höchstplatzierung, Gesamtwochen, AuszeichnungChartplatzierungen (Jahr, Titel, Platzierungen, Wochen, Auszeichnungen, Anmerkungen) | Höchstplatzierung, Gesamtwochen, AuszeichnungChartplatzierungen (Jahr, Titel, Platzierungen, Wochen, Auszeichnungen, Anmerkungen) | Anmerkungen |
| Jahr | Titel                              | US | Country | Anmerkungen |
| ---- | ---------------------------------- | --- | --- | ----------- |
| 1968 | Introspect                         | US117 (14 Wo.)US | — | Capitol     |
| 1969 | Don’t It Make You Want to Go Home? | US60 (23 Wo.)US | Country39 (4 Wo.)Country | Capitol     |
| 1969 | Greatest Hits                      | US125 (11 Wo.)US | — | Capitol     |

Weitere Alben
- 1969: Games People Play (Capitol)
- 1971: Joe South (Capitol)
- 1971: Joe South Story (Kompilation) (Mine Records/MGM)
- 1971: So the Seeds Are Growing (Capitol)
- 1972: A Look Inside (Capitol)
- 1975: Midnight Rainbows (Island)
- 1976: You’re the Reason (Kompilation) (Nashville/Gusto Records)
- 1990: The Best of Joe South (Rhino Records/CEMA Special Products)
- 1999: Retrospect: The Best of Joe South (Koch Records/EMI-Capitol Special Products)
- 2001: Anthology: A Mirror of His Mind — Hits and Highlights 1968–1975 (Raven)
- 2002: Classic Masters (Best of) (Capitol)
- 2003: Introspect / Don’t It Make You Want To Go Home (Raven)
- 2006: Games People Play / Joe South (Raven)

### Singles
| Jahr | Titel Album                                               | Höchstplatzierung, Gesamtwochen, AuszeichnungChartplatzierungen (Jahr, Titel, Album, Platzierungen, Wochen, Auszeichnungen, Anmerkungen) | Höchstplatzierung, Gesamtwochen, AuszeichnungChartplatzierungen (Jahr, Titel, Album, Platzierungen, Wochen, Auszeichnungen, Anmerkungen) | Höchstplatzierung, Gesamtwochen, AuszeichnungChartplatzierungen (Jahr, Titel, Album, Platzierungen, Wochen, Auszeichnungen, Anmerkungen) | Höchstplatzierung, Gesamtwochen, AuszeichnungChartplatzierungen (Jahr, Titel, Album, Platzierungen, Wochen, Auszeichnungen, Anmerkungen) | Höchstplatzierung, Gesamtwochen, AuszeichnungChartplatzierungen (Jahr, Titel, Album, Platzierungen, Wochen, Auszeichnungen, Anmerkungen) | Höchstplatzierung, Gesamtwochen, AuszeichnungChartplatzierungen (Jahr, Titel, Album, Platzierungen, Wochen, Auszeichnungen, Anmerkungen) | Anmerkungen       |
| Jahr | Titel Album                                               | DE | AT | CH | UK | US | Country | Anmerkungen       |
| ---- | --------------------------------------------------------- | --- | --- | --- | --- | --- | --- | ----------------- |
| 1958 | The Purple People Eater Meets the Witch Doctor            | — | — | — | — | US71 (3 Wo.)US | — |                   |
| 1961 | You’re the Reason                                         | — | — | — | — | US87 (2 Wo.)US | Country16 (6 Wo.)Country |                   |
| 1969 | Games People Play Introspect / Games People Play          | DE11 (12 Wo.)DE | AT6 (16 Wo.)AT | CH8 (9 Wo.)CH | UK6 (11 Wo.)UK | US12 (12 Wo.)US | — |                   |
| 1969 | Birds of a Feather Introspect                             | — | — | — | — | US96 (1 Wo.)US | — |                   |
| 1969 | Don’t It Make You Want to Go Home                         | — | — | — | — | US41 (12 Wo.)US | Country27 (9 Wo.)Country | mit The Believers |
| 1970 | Walk a Mile in My Shoes Don’t It Make You Want to Go Home | — | — | — | — | US12 (11 Wo.)US | Country56 (5 Wo.)Country | mit The Believers |
| 1970 | Children Don’t It Make You Want to Go Home                | — | — | — | — | US51 (7 Wo.)US | — |                   |
| 1971 | Fool Me Joe South                                         | — | — | — | — | US78 (7 Wo.)US | — |                   |

grau schraffiert: keine Chartdaten aus diesem Jahr verfügbar
Weitere Singles
- 1969: Leaning on You
- 1970: Why Does a Man Do What He Has to Do